# Alloporus americanus
Alloporus americanus är en mångfotingart som beskrevs av Filippo Silvestri 1895. Alloporus americanus ingår i släktet Alloporus och familjen Spirostreptidae. Inga underarter finns listade i Catalogue of Life.